# Ibiapaba
Ibiapaba is een van de 33 microregio's van de Braziliaanse deelstaat Ceará. Zij ligt in de mesoregio Noroeste Cearense en grenst aan de deelstaat Piauí in het westen en de microregio's Litoral de Camocim e Acaraú in het noorden, Coreaú en Sobral in het oosten en Ipu in het zuidoosten en zuiden. De microregio heeft een oppervlakte van ca. 5071 km². Midden 2004 werd het inwoneraantal geschat op 277.021.
Acht gemeenten behoren tot deze microregio:
- Carnaubal
- Croatá
- Guaraciaba do Norte
- Ibiapina
- São Benedito
- Tianguá
- Ubajara
- Viçosa do Ceará

Mesoregio's: Centro-Sul Cearense · Jaguaribe · Metropolitana de Fortaleza · Noroeste Cearense · Norte Cearense · Sertões Cearenses · Sul Cearense

Microregio's: Baixo Curu · Baixo Jaguaribe · Barro · Baturité · Brejo Santo · Canindé · Cariri · Caririaçu · Cascavel · Chapada do Araripe · Chorozinho · Coreaú · Fortaleza · Ibiapaba · Iguatu · Ipu · Itapipoca · Lavras da Mangabeira · Litoral de Aracati · Litoral de Camocim e Acaraú · Médio Curu · Médio Jaguaribe · Meruoca · Pacajus · Santa Quitéria · Serra do Pereiro · Sertão de Crateús · Sertão de Inhamuns · Sertão de Quixeramobim · Sertão de Senador Pompeu · Sobral · Uruburetama · Várzea Alegre